# Titting
Titting ist ein Markt und staatlich anerkannter Erholungsort im oberbayerischen Landkreis Eichstätt.

## Geografie

### Lage

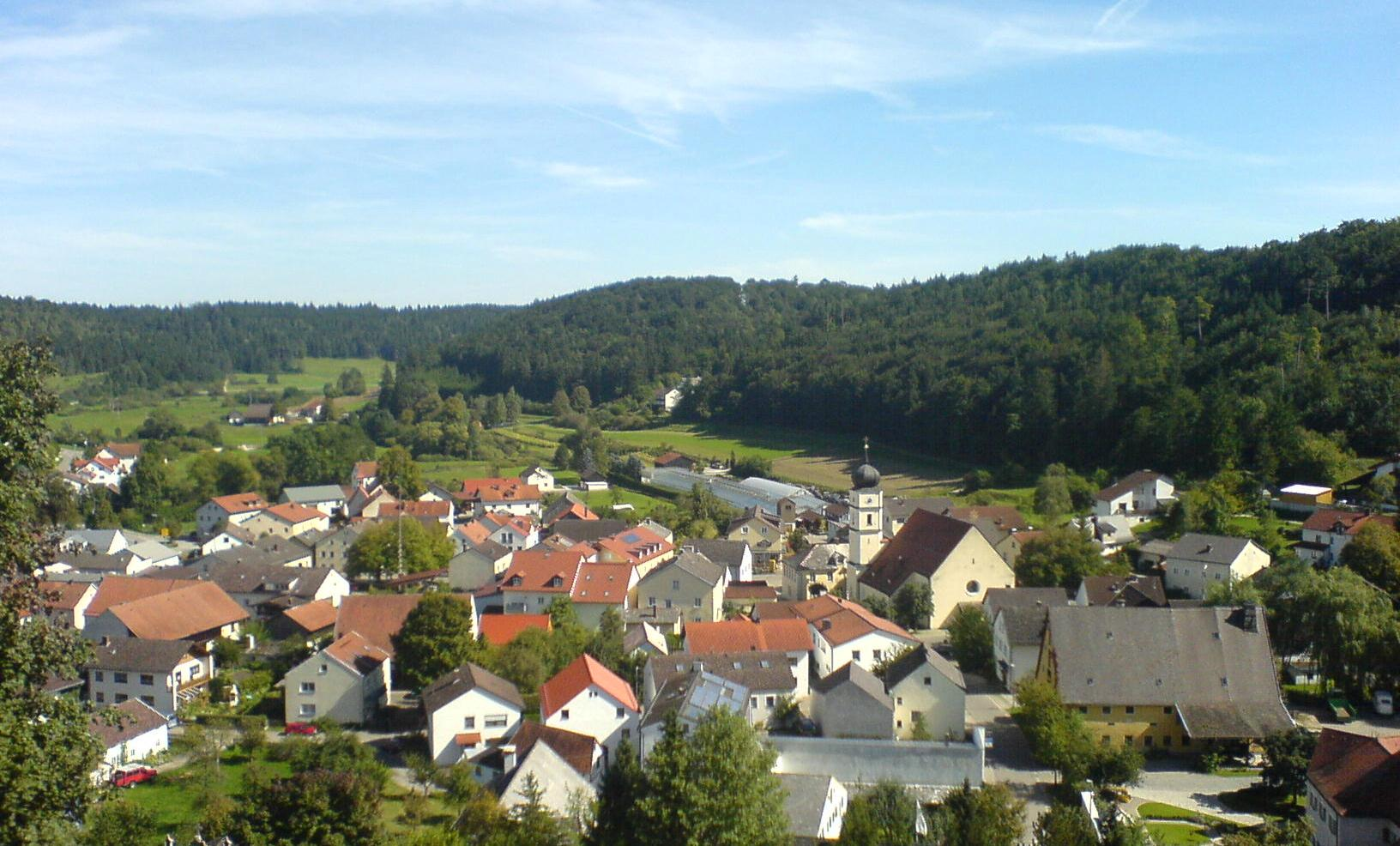
Blick auf Titting vom Kreuzberg

Die weitverzweigte Gemeinde liegt im Bereich der südlichen Frankenalb nördlich von Eichstätt. Die Gemeindeteile sind teilweise im Anlautertal bzw. in Nachbartälern und teilweise auf den umgebenden Jurahöhen zu finden.
Die Anlauter ist der bestimmende Fluss im Gemeindegebiet. Sie durchfließt dieses von West nach Ost. Auch die Ortschaft Titting wird von ihr durchflossen. Im Osten entspringt der Morsbach und fließt Richtung Süden in die Anlauter.

### Nachbargemeinden
Die Nachbargemeinden sind:
| Nennslingen (Landkreis Weißenburg-Gunzenhausen)             | Thalmässing (Landkreis Roth)                | Greding (Landkreis Roth) |
| Raitenbuch, Nennslingen (Landkreis Weißenburg-Gunzenhausen) | Kompassrose, die auf Nachbargemeinden zeigt | Kinding                  |
| Raitenbuch (Landkreis Weißenburg-Gunzenhausen)              | Pollenfeld                                  | Kipfenberg               |

### Gemeindegliederung
Die Gemeinde hat 26 Gemeindeteile (in Klammern ist der Siedlungstyp angegeben):
- Ablaßmühle (Einöde)
- Aichmühle (Einöde)
- Altdorf (Pfarrdorf)
- Brunneck (Einöde)
- Bürg (Weiler)
- Emsing (Pfarrdorf)
- Erkertshofen (Pfarrdorf)
- Erzwäsche (Einöde)
- Furtmühle (Einöde)
- Großnottersdorf (Kirchdorf)
- Hegelohe (Weiler)
- Heiligenkreuz (Weiler)
- Herlingshard (Weiler)
- Hornmühle (Einöde)
- Kaldorf (Pfarrdorf)
- Maierfeld (Einöde)
- Mantlach (Kirchdorf)
- Morsbach (Pfarrdorf)
- Oberkesselberg (Dorf)
- Obermühle (Einöde)
- Petersbuch (Kirchdorf)
- Sammühle (Einöde)
- Stadelhofen (Kirchdorf)
- Tafelmühle (Einöde)
- Titting (Hauptort)
- Unterkesselberg (Dorf)

Es gibt elf Gemarkungen (in Klammern Gemeindeteile):
- Titting (Titting, Erzwäsche, Obermühle, Sammühle)
- Altdorf (Altdorf, Brunneck, Furtmühle, Hegelohe, Maierfeld)
- Emsing (Emsing, Ablaßmühle, Herlingshard)
- Erkertshofen (Erkertshofen)
- Großnottersdorf (Großnottersdorf)
- Kaldorf (Kaldorf)
- Kesselberg (Oberkesselberg, Unterkesselberg, Aichmühle, Bürg, Hornmühle, Tafelmühle)
- Mantlach (Mantlach)
- Morsbach (Morsbach)
- Petersbuch (Petersbuch, Heiligenkreuz)
- Stadelhofen (Stadelhofen)

## Geschichte

### Bis zur Gemeindegründung
Um das Jahr 500 gab es im Bereich des heutigen Titting eine größere Siedlung aus der Merowingerzeit, wie Reihengräberfunde belegen. Die Silbe -ing im Ortsnamen deutet darauf hin, dass Bajuwaren hier siedelten und diese Siedlung bereits vor der Gründung des Missionsklosters Eichstätt 740 durch den angelsächsischen Benediktinermönch Willibald christianisiert war. Im 12. Jahrhundert ist ein Ortsadel nachgewiesen. So wird für 1130–1147 ein Hartwig von Titting im Schenkungsbuch des Klosterstifts Berchtesgaden genannt. Bischof Otto von Eichstätt (regierte 1183–1195) weihte hier gleichzeitig zwei Kirchen: In Obertitting St. Michael und in Untertitting St. Martin als Filiale von Emsing am Morsbach. 1186 bestätigte Papst Urban III. dem Eichstätter Domkapitel Besitz in Titting. 1250 schenkte Graf Gebhard IV. von Hirschberg seine Tittinger Mühle der Deutschherrenkommende Ellingen. 1296 ging das Patronat der Pfarrkirche St. Michael von den Hirschbergern an den Fürstbischof über und wurde 1305 dem Domkapitel inkorporiert. 1544 kaufte Fürstbischof Moritz von Hutten Titting von den Neuburgern für das Hochstift ab und setzte damit der Reformation im Ort ein Ende. Um 1600 rückte Titting als Verwaltungsmittelpunkt für die umliegenden Orte zum oppidum, zum Markt auf. Im Dreißigjährigen Krieg wurde Dutting 1634 durch schwedische Truppen verwüstet.
Der Markt fiel im Reichsdeputationshauptschluss 1803 mit dem größten Teil des hochstiftischen Gebietes, das ab 1500 zum Fränkischen Reichskreis gehörte, an das Herzogtum Salzburg des Erzherzogs Ferdinand von Toskana und gehört seit den Friedensverträgen von Brünn und Preßburg 1805 zu Bayern. Im Zuge der Verwaltungsreformen in Bayern entstand mit dem Gemeindeedikt von 1818 die heutige Gemeinde, die zum mittelfränkischen Bezirk bzw. zum 1972 aufgelösten Landkreis Hilpoltstein gehörte.

### 20. Jahrhundert
1996 erhielt Titting das Prädikat Staatlich anerkannter Erholungsort. Das Seniorenpflegeheim ist eine Einrichtung des Landkreises Eichstätt. Titting ist Schul- und Pfarrort.

### Eingemeindungen
Im Zuge der Gebietsreform wurde am 1. Juli 1971 die Gemeinde Kesselberg eingegliedert. Am 1. Januar 1972 kamen Altdorf, Emsing, Großnottersdorf, Mantlach, Morsbach und Stadelhofen hinzu. Am 1. Mai 1978 wurden auch Erkertshofen, Kaldorf und Petersbuch eingemeindet.

### Einwohnerentwicklung
Zwischen 1988 und 2018 wuchs der Markt von 2418 auf 2671 um 253 Einwohner bzw. um 10,5 %.
Innerhalb des Marktgebietes hat sich die Anzahl der Einwohner wie folgt entwickelt:
| Einwohnerentwicklung | Einwohnerentwicklung |
| seit 1961            | seit 1961            |
| Jahr                 | Einwohner            |
| -------------------- | -------------------- |
| 1961                 | 2337                 |
| 1970                 | 2433                 |
| 1987                 | 2420                 |
| 1991                 | 2533                 |
| 1995                 | 2593                 |
| 2000                 | 2672                 |
| 2005                 | 2725                 |
| 2010                 | 2640                 |
| 2015                 | 2675                 |
| 2020                 | 2685                 |

## Wasserschloss (heute Brauerei)

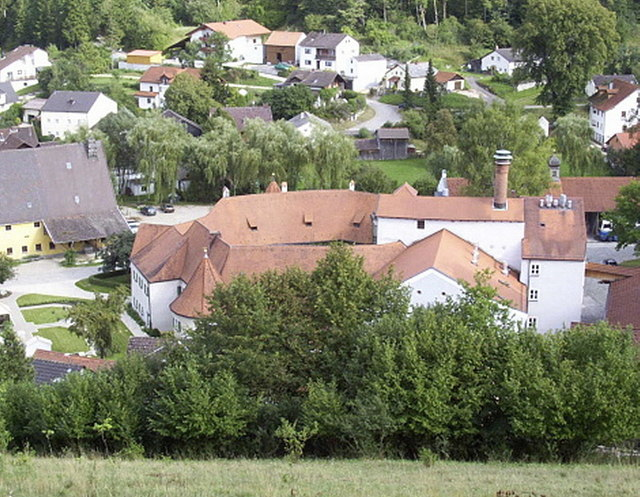
Schloss Titting

Im Bereich des Wasserschlosses Schloss Titting (heute sind die Weiher trockengelegt) hatten vermutlich schon die Edlen von Titting ihren Sitz, die noch 1237 bezeugt sind. Das unregelmäßige Achteck gruppiert sich um einen Innenhof und besteht aus zweigeschossigen und zwei ebenso hohen dreiviertelrunden Türmen mit Helmdach. 1525 wurde das Schloss im Bauernkrieg geplündert. Nach den Edlen von Titting saß hier 1358 Heinrich Hofstetter, dann folgten die Erlingshofener, dann die Lidwacher, die 1535 Schloss und Dorf an Herzog Ottheinrich von Pfalz-Neuburg verkauften, woraufhin in Titting die Reformation eingeführt wurde. Der Kern der heutigen Schlossanlage geht auf die Besitzzeit der Lidwacher und des Neuburger Herzogs zurück.
1544 kam der Ort mitsamt dem Schloss in eichstättisch-fürstbischöflichen Besitz und wurde somit wieder katholisch. Das Schloss wurde Sitz des fürstbischöflichen Pflegamts Titting, nach dem Ende des Dreißigjährigen Krieges des Pflegamtes Raitenbuch-Titting. Da die Pfleger im 18. Jahrhundert das Schloss nur noch selten bewohnten, ließ es der Fürstbischof 1786 zu einem fürstlichen Bräuhaus umbauen. Nach der Säkularisation kam das Schloss in bayerischer Zeit 1855 in Privatbesitz und ist seither Mittelpunkt einer mittelständischen Brauerei, die vor allem durch ihr Weizenbier bekannt ist.

## Religion
Der katholische Pfarrer der Tittinger Pfarrei St. Michael ist auch für die Pfarreien Erkertshofen und Kaldorf zuständig. Im Jahre 1713 wurde an ein älteres Langhaus der Pfarrkirche St. Michael ein neuer Chor und ein Turm mit Sakristei angebaut. Zwei Jahrzehnte später verlängerte man den Bau nach Westen. Um 1735 stuckierte Franz Horneis die Kirche und errichtete die Stuckkanzel. Nach dem Zweiten Weltkrieg wurde diese Kirche für einen Neubau niedergelegt.

## Politik

### Marktgemeinderat
Der Marktgemeinderat hat 14 Mitglieder. Bei der Kommunalwahl am 15. März 2020 ergab sich bei einer Wahlbeteiligung von 74,75 % folgende Besetzung:
- CSU 9 Sitze
- FUW 5 Sitze.[8]

### Bürgermeister
Seit 1. Mai 2014 ist Andreas Brigl (CSU) erster Bürgermeister der Gemeinde Titting. Sein Amtsvorgänger war von 1996 bis 2014 Martin Heiß (CSU).

### Wappen
| Wappen des Marktes Titting | Blasonierung: „In Rot aus einer goldenen Zinnenmauer aus elf Steinen, darauf schräg gekreuzt ein schwarzer Schlägel und ein schwarzer Meißel, wachsend ein silberner Bischofsstab.“ |
| Wappen des Marktes Titting | Das Wappen wird seit 1982 geführt. |

## Kultur und Sehenswürdigkeiten

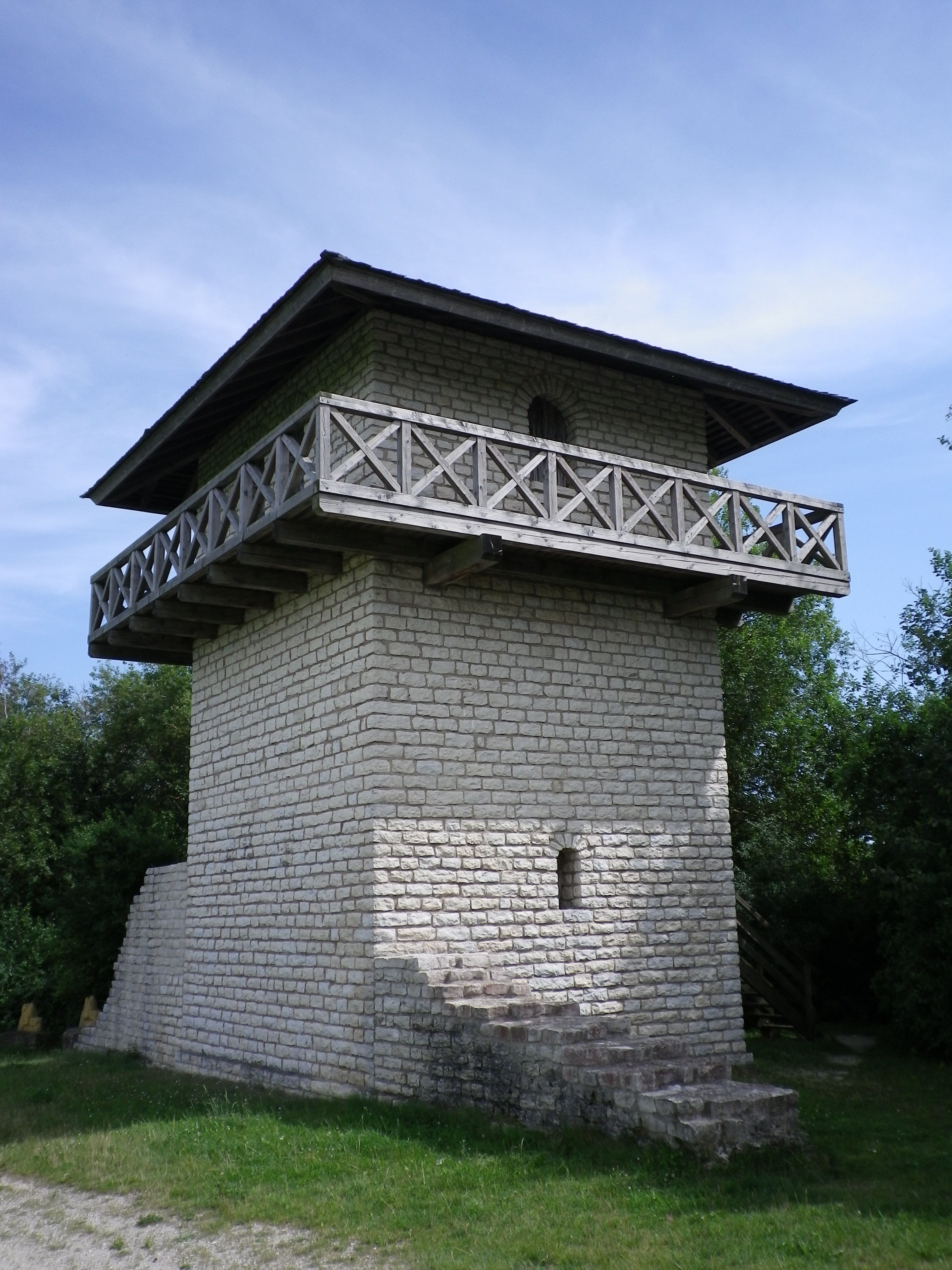
Rekonstruierter Limes-Wachturm in Erkertshofen

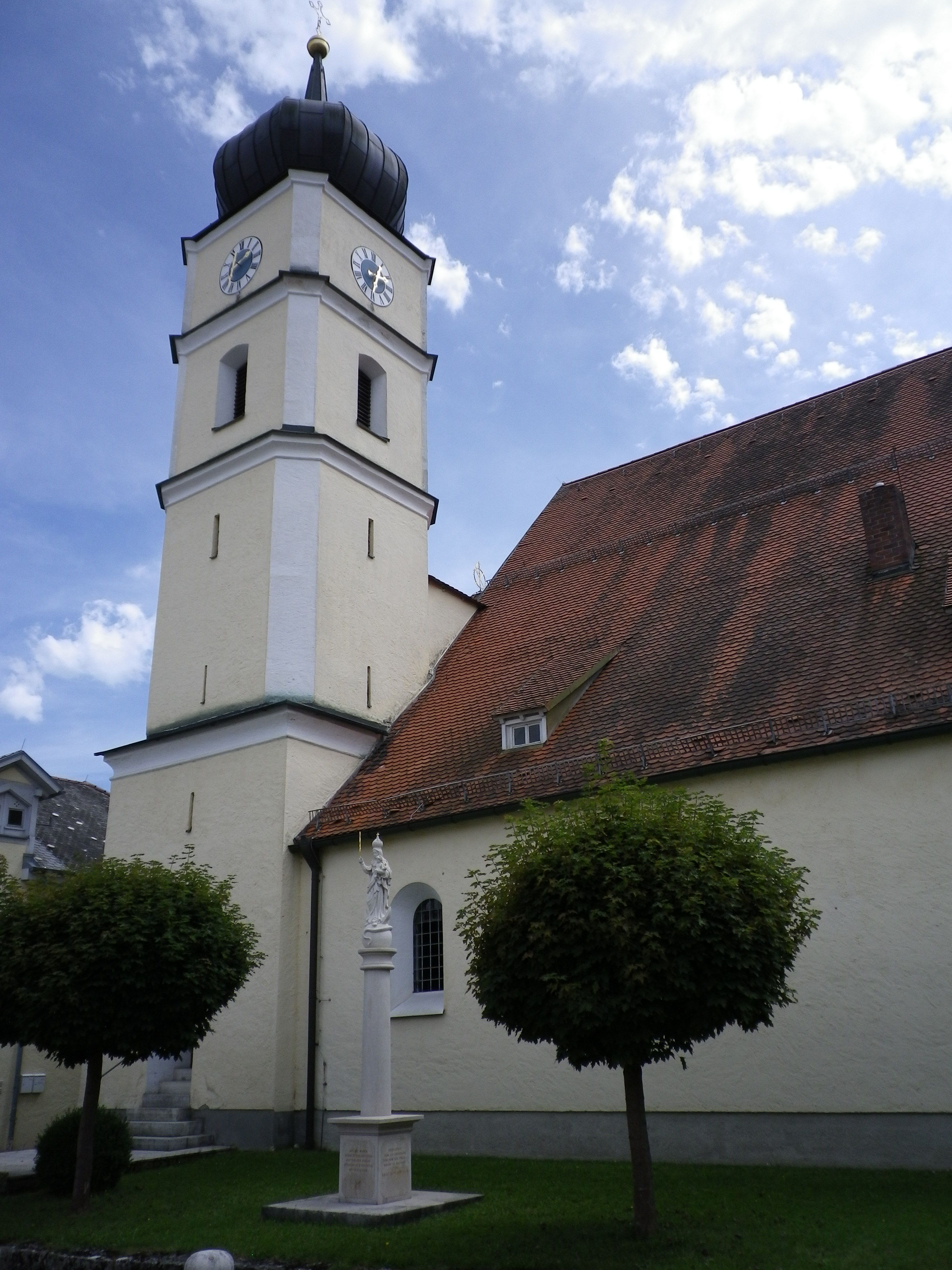
St. Michael in Titting

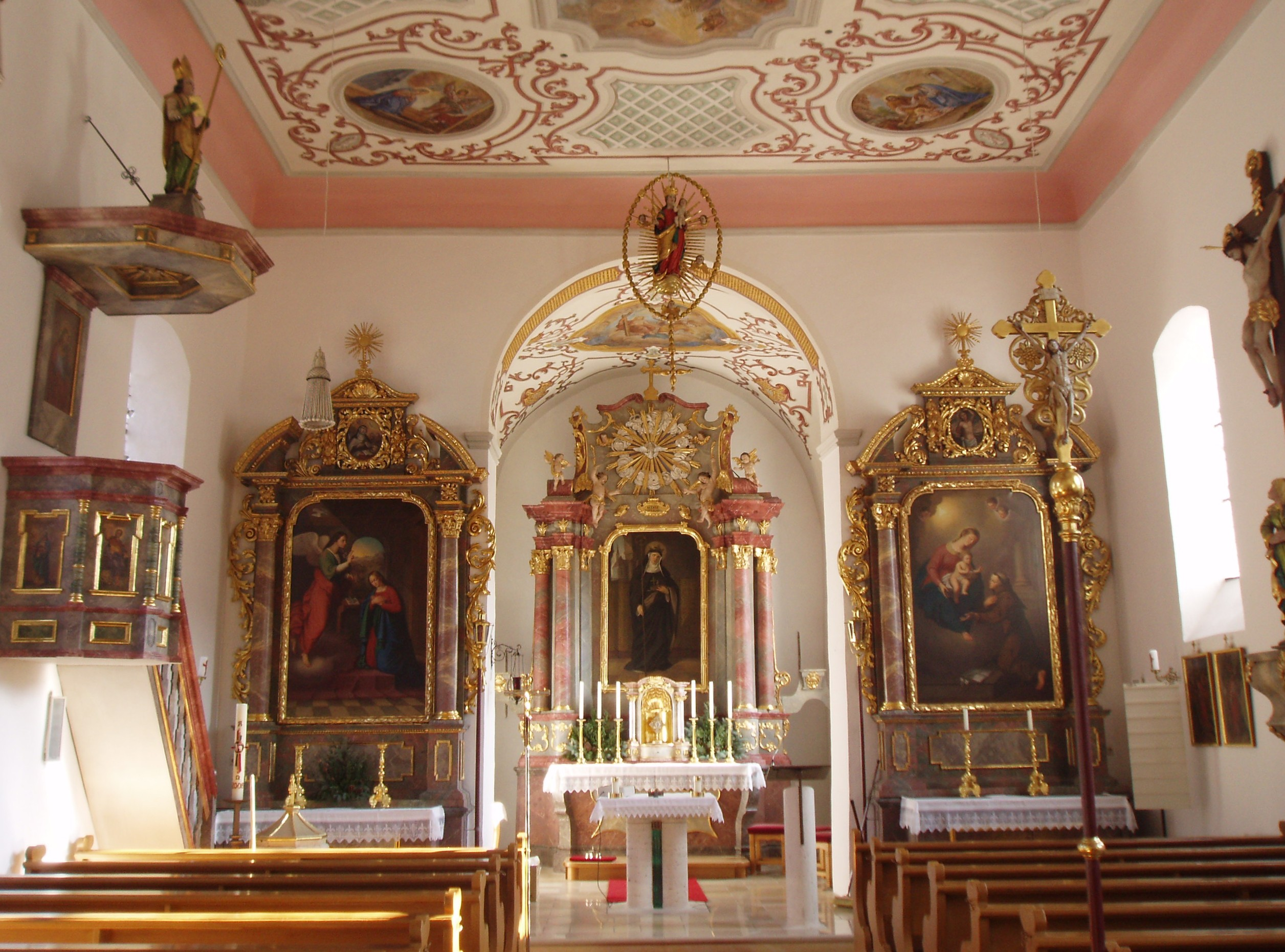
St. Walburga in Morsbach

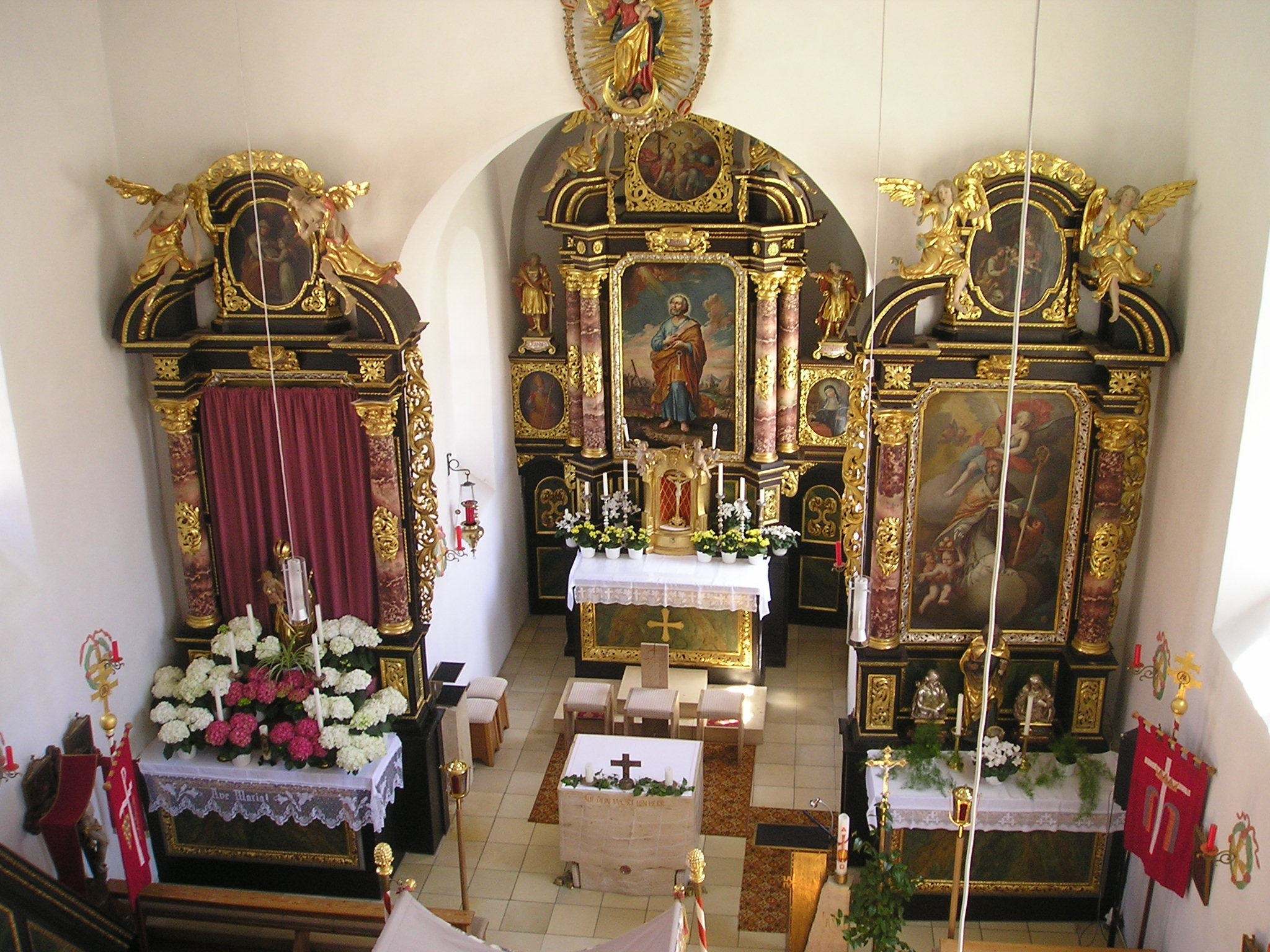
St. Peter in Petersbuch

- Im Gemeindeteil Erkertshofen befindet sich ein rekonstruierter Wachturm des römischen Limes. Die Pfarrkirche St. Ägidius hat eine barocke Ausstattung mit spätgotischen Holzfiguren; der Hochaltar ist aus Teilen eines alten Barockaltars zusammengesetzt. Die Waldkapelle zum hl. Antonius, erbaut 1712, hat ein Altärchen von 1780.
- Schloss Titting ist ein ehemaliges fürstbischöfliches Pflegschloss, ein unregelmäßiges Achteck mit zwei Türmen, das ebenso wie die seit 1707 bestehende ehemals fürstbischöfliche Brauerei seit 1855 im Besitz der Familie Gutmann ist. Dort findet jedes Jahr im August auch das überregional bekannte Tittinger Kellerfest statt.
- Die Pfarrkirche St. Michael, das Langhaus 1950/51 neu erbaut, hat einen barocken Hochaltar (um 1700) und spätgotische Seitenfiguren (hl. Stephanus, hl. Johannes der Täufer, Madonna) und ein Relief der Beweinung Christi von 1490. Das mittelalterliche St. Martinskirchlein, das auf das 12. Jahrhundert zurückgeht und mit dem unteren Teil des Ortes nach Emsing gepfarrt und ehemals von einem Friedhof umgeben war, ist barock verändert und birgt spätgotische Holzfiguren im neugotischen Hochaltar. Am Tittinger Pfleimberg befindet sich ein Kreuzweg mit 14 Stationen, bestehend aus Relieftafeln auf Säulen und Bildern aus Obereichstätter Eisenguss von 1886. Zur Verhüttung nach Obereichstätt wurde auch das auf den Höhen beiderseits des Anlautertals gewonnene Eisenerz geliefert, das in der Tittinger Erzwäsche, gespeist von ergiebigen Karstquellen, bis 1862 von Erde und Lehm befreit wurde.
- Im Gemeindeteil Großnottersdorf befinden sich in der 1834/35 neugebauten Kirche barocke Altäre und eine Frührokoko-Kanzel aus dem ehemaligen Kloster Marienstein sowie ein Hochaltar von ca. 1650 mit einem Altarblatt Mariä Heimsuchung. Außerdem birgt die Kirche spätgotische Plastiken.
- Im Gemeindeteil Altdorf sind die barock ausgestattete Kirche St. Nikolaus und der (neue) Pfarrhof 1732 nach Plänen von Gabriel de Gabrieli erbaut. Die Stuckkanzel stammt von Franz Xaver Horneis (1733). Auf einer westlich von Altdorf gelegenen Bergzunge findet man die Reste der Ende des 14. Jahrhunderts erbauten Burg Brunneck der Herren von Heideck.
- Die Pfarrkirche St. Martin des Gemeindeteils Emsing birgt einen frühbarocken Hochaltar und barocke Seitenaltäre mit spätgotischen Figuren. Eine Figur des hl. Martin ist barock (um 1700). Ein ehemaliges Beinhaus wurde in ein Kriegerdenkmal mit Pietà umgewandelt. Im Friedhof steht ein mittelalterlicher Taufstein. Die nahe Ablaßmühle (Sägewerk) hat eine eigene Kapelle; bei der Mühle wurden ca. 20 Flachgräber aus der Bronzezeit gefunden.
- In der Pfarrkirche St. Andreas des Gemeindeteils Kaldorf findet man drei Barockaltäre (um 1710) und barocke Figuren.
- In der Kirche St. Johannes der Täufer im Gemeindeteil Mantlach stammt der Hochaltar aus dem Frührokoko (um 1730); die Seitenfiguren, u. a. eine Schüssel mit Johannishaupt, sind spätgotisch.
- In einem weiteren Gemeindeteil, in Morsbach, birgt die Pfarrkirche St. Walburga einen Rokoko-Hochaltar um 1760 mit einem Altarblatt von Alois Süßmeier und weitere barocke Ausstattungsgegenstände.
- Auch im Gemeindeteil Petersbuch hat die Kirche St. Peter eine barocke Ausstattung und zudem eine Doppelempore; im Osten des Dorfes steht eine barocke Wegkapelle.
- In der Kirche von Heiligenkreuz, zu Petersbuch gehörend und im Mittelalter eine Heilig-Kreuz-Wallfahrtsstätte, steht ein barocker Hochaltar mit spätgotischer und barocker Ausstattung. Beim Dorf sind Hügelgräber aus der Hallstattzeit nachgewiesen.
- Spätgotische Figuren weist die Filialkirche St. Antonius von Padua im Gemeindeteil Stadelhofen auf.

## Wirtschaft und Infrastruktur
Die Gemeindesteuereinnahmen betrugen im Jahr 1999 umgerechnet 5,57 Millionen Euro, davon waren umgerechnet 1,74 Millionen Euro (netto) Gewerbesteuereinnahmen.

### Wirtschaft einschließlich Land- und Forstwirtschaft
Im Jahr 2020 gab es nach der amtlichen Statistik im Bereich der Land- und Forstwirtschaft unbekannt viele, im produzierenden Gewerbe unbekannt viele und im Bereich Handel und Verkehr 81 sozialversicherungspflichtig Beschäftigte am Arbeitsort. In sonstigen Wirtschaftsbereichen waren am Arbeitsort 76 Personen sozialversicherungspflichtig beschäftigt. Sozialversicherungspflichtig Beschäftigte am Wohnort gab es insgesamt 1246. Im verarbeitenden Gewerbe gab es vier, im Bauhauptgewerbe neun Betriebe. Zudem bestanden im Jahr 2016 119 landwirtschaftliche Betriebe mit einer landwirtschaftlich genutzten Fläche von 3793 Hektar, davon waren 3235 Hektar Ackerfläche und 558 Hektar Dauergrünfläche.

### Verkehr
Hauptstraße der Gemeinde ist die von Hilpoltstein nach Eichstätt verlaufende Staatsstraße St 2225. In Titting zweigt die Staatsstraße St 2390 Richtung Osten ab.

### Bildung
2018 gab es folgende Einrichtungen:
- 2 Kindertageseinrichtungen mit 158 Plätzen und 113 betreuten Kindern
- Volksschulen: August-Horch-Grund- und Mittelschule Titting mit zehn Lehrern und 160 Schülern

## Persönlichkeiten

### Ehrenbürger
- Joseph Feierler (1917–2007), Pfarrer in Titting
- Willibald Meyer (* 1945), ehemaliger Bürgermeister der Marktgemeinde
- Martin Pauleser (1922–2018), Pfarrer im Ortsteil Morsbach

### In Titting geboren
- Johanna Sophia Kettner (1722–1802), Soldatin, war vermutlich die erste Frau in der Kaiserlichen Armee
- Rupert Stadler (* 1963), Betriebswirt, von Januar 2007 bis Oktober 2018 Vorstandsvorsitzender der Audi AG